# Sandro Fuga
Sandro Fuga (Mogliano Veneto, 26 de novembre, 1906 - Torí (Piemont), 1 de març, 1994), va ser un pianista i compositor italià.

## Biografia
Net del pintor Luigi Nono, va estudiar piano, orgue i composició al Conservatori “Giuseppe Verdi” de Torí a partir de 1919, on els seus professors de composició van ser Luigi Perrachio, Franco Alfano i Giorgio Federico Ghedini, el seu professor d'orgue va ser Ulisse Matthey i el seu professor de piano va ser Luigi Gallino. L'any 1933 va començar a ensenyar al Conservatori de Torí, on va ensenyar piano i composició, amb l'única excepció del període de dos anys 1951/1952 quan va ocupar la Càtedra de Composició del Conservatori de Milà; el 1966 va ser nomenat director del Conservatori de Torí.
Va ser membre de l'Acadèmia Nacional de Santa Cecília a Roma i de l'Acadèmia Nacional Luigi Cherubini de Florència.
Va ser un autor força habitualment interpretat en programes de música simfònica i de cambra italiana de la segona meitat del segle xx, i la seva música també va rebre nombrosos premis en concursos internacionals: el 1952 la seva Toccata per a piano i orquestra va ser premiada al Concurs de Composició Simfònica "Città di Trieste" i, més tard, el 1958 la seva composició Ultime lettere da Stalingrad (per a narrador i orquestra) va rebre el premi Marzotto.
Més tard, el 1991 la Sonata núm. 3 per a violí i piano va rebre el "Premi Psacaropulo" de la crítica musical de Torí.
Les seves composicions estan publicades per Ricordi (Milà), Curci (Milà), Boccaccini i Spada (Roma) i Suvini Zerboni (Milà), Pizzicato (Udine).
Per recordar la figura de Sandro Fuga, l'any 1995 la família va fundar una associació al seu nom i l'any següent va organitzar el Concurs Nacional de Música de Cambra que té lloc a Torí (la setena edició es va celebrar el 2008), al conservatori que va dirigir durant anys i on va exercir la seva docència. L'any 2006, en el centenari del naixement del compositor, l'Associació va elaborar un CD de música de cambra.

## Estil
Compositor de tendència decididament tradicionalista, atent a l'aspecte formal del llenguatge, Fuga va trobar sovint maneres d'expressar-se amb una originalitat i una invenció convincents, encara que sense apropar-se mai als corrents més avançats de la música contemporània del seu temps. Va tenir l'oportunitat de deixar un testimoni del seu món compositiu en molts camps, des de l'oratori a la música simfònica, passant per l'òpera, passant per la música de cambra.

## Composicions

### Òperes
- La croce deserta, lauda en un acte sobre text de Tullio Pinelli (1948-1949)
- Otto Schnafs, una pel·lícula heroica d'un acte de Guy de Maupassant (1948)
- Confessione, quatre imatges, d'un conte breu d'Irwin Shaw (1960)
- L'Imperatore Jones, mim-drama en set escenes, del drama homònim d'Eugene O'Neill (1976 al Teatro Regio de Torí dirigit per Fernando Previtali)
- El joc de la pesca, una òpera en un acte, del drama del mateix nom d'Eugene O'Neill

### Altres
- 3 Sonatas per a violoncel i piano (1936, 1973 i 1989)
- 6 Quartets per a cordes (1943-1988)
- Toccata per a piano i orquestra (1952)
- Concertino per a trompeta i instruments de corda (1953)
- Últimes cartes de Stalingrad per a veu narrador i orquestra (1957)
- Concert per a violí i orquestra (1959)
- Simfonia per a orquestra (1966)
- Sonata per a viola i piano (1974)
- From the Diary of Anne Frank per a soprano i petita orquestra (1977)
- Concert per a piano, cordes i timpani (1981)
- 7 Preludis més per a piano (1988)
- Sonata per a violí i piano núm. 1 (1938-39)
- Sonata per a violí i piano núm. 2 (1972)
- Sonata per a violí i piano núm. 3 (1989)